# William Frawley

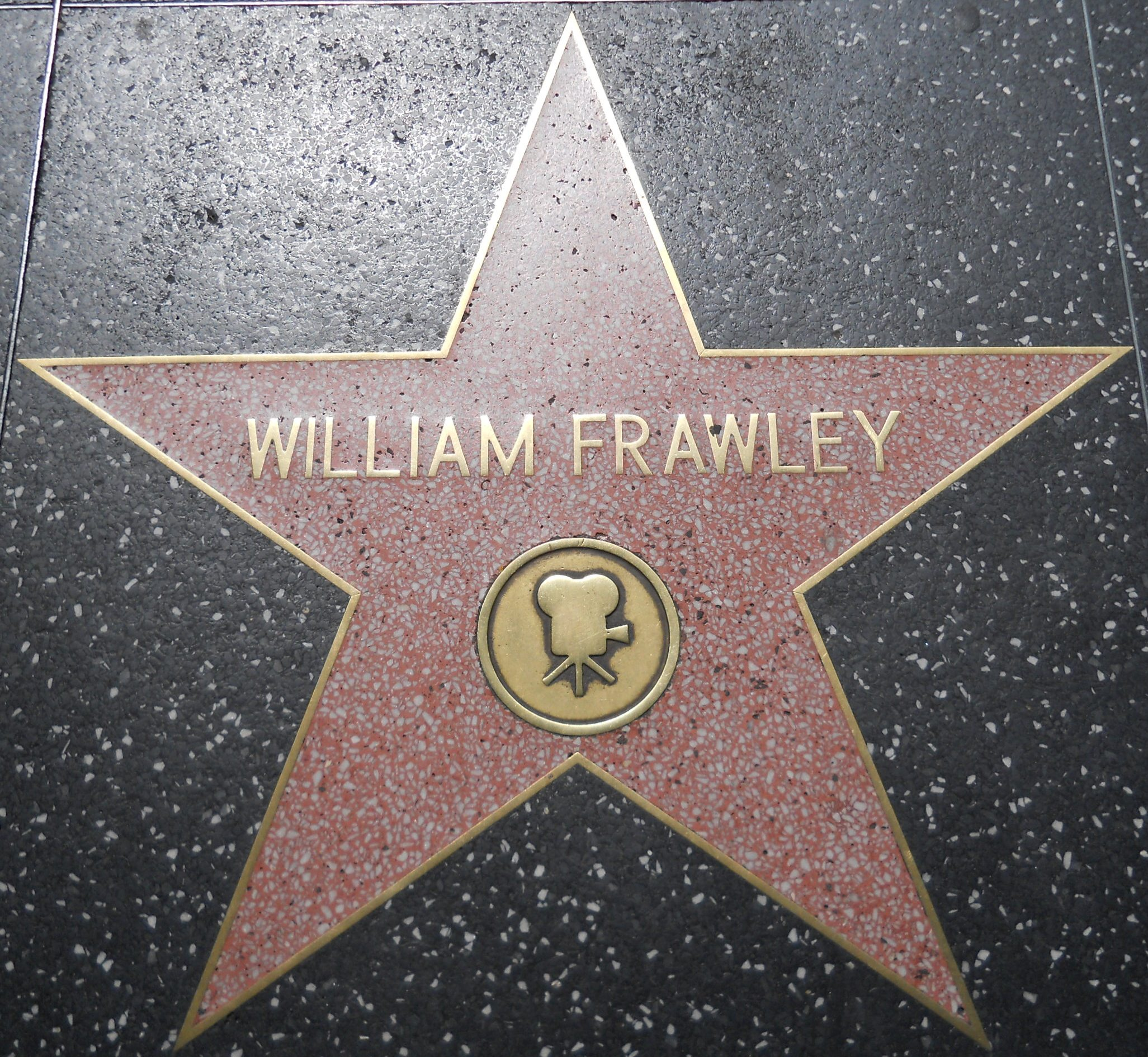
William Frawleys Walk of Fame-stjärna.

William Frawley, född 26 februari 1887 i Burlington, Iowa, död 3 mars 1966 i Hollywood, Los Angeles, Kalifornien, var en amerikansk skådespelare. Frawley medverkade i över 100 filmer och var skådespelare på Broadway åren 1926-1933 Han blev dock mest känd mot slutet av karriären då han under flera år gjorde stora roller i de amerikanska TV-serierna I Love Lucy och My Three Sons.
Frawley har en stjärna på Hollywood Walk of Fame.

## Filmografi
- 1934 – Det geniala brottet
- 1936 – Det stulna paradiset
- 1939 – Huckleberry Finns äventyr
- 1940 – Tidens melodi
- 1941 – Fotsteg i mörkret
- 1941 – Bruden kom pr. efterkrav
- 1942 – Flickan från Havana
- 1942 – Gentleman Jim
- 1942 – Absolut oskyldig!
- 1945 – Jag ger mig aldrig!
- 1947 – Det hände i New York
- 1947 – Skandal efter noter
- 1948 – Monsieur Verdoux
- 1948 – Panik i paradiset
- 1949 – Den andra kvinnan
- 1951 – I Love Lucy (TV-serie) (1951-1957)
- 1960 – My Three Sons (TV-serie) (1960-1965)